# Nicolas Mesnager

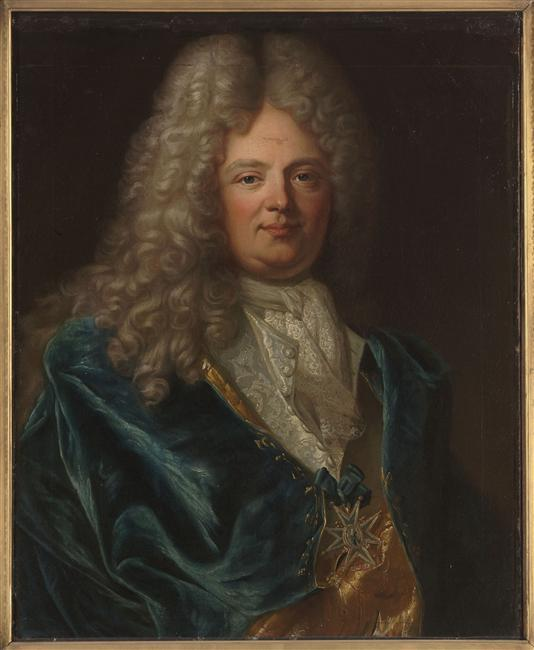
Conde Nicolas Ménager

Nicolas Mesnager (1658-1714) fue un abogado y diplomático francés. 

## Biografía
Nacido en 1658, pertenecía a una rica familia de comerciantes pero abandonó su carrera comercial por el estudio de las leyes, convirtiéndose en abogado de Rouen. En 1700 fue enviado al consejo de comercio que se estableció en París para la ampliación del comercio francés. Allí fue elegido para ir en tres misiones a España entre los años 1704 y 1705 donde negociar contratos financieros. En Cádiz fue nombrado capitán del puerto e incrementó la tasa comercial entre la Corona francesa y las colonias españolas. 
En agosto de 1711 fue enviado en una misión secreta a Londres para separar a Gran Bretaña de la coalición aliada. Tuvo éxito y consiguió la firma de un preacuerdo de ocho artículos que constituyeron la base para la negociación del Tratado de Utrecht. Como recompensa por su habilidad fue nombrado uno de los tres plenipotenciarios franceses enviados a Utrecht en enero de 1712 y firmó el tratado al año siguiente. 
Como había utilizado gran parte de su gran fortuna propia para mantener su estado de embajador, el rey Luis XIV de Francia le concedió una pensión vitalicia. Su retrato por Hyacinthe Rigaud está en la galería de Versalles. Como una muestra más de reconocimiento la Casa real de Borbón le premió con una de sus miembros como esposa, casándose con Louise-Emilie de Vautedard (1694-1719), hija ilegítima de Luis, el Gran Delfín de Francia. La reina Ana de Gran Bretaña y el rey Felipe V de España contribuyeron a su escudo de armas.